# Palynodata
Palynodata est une base de données en palynologie, fondée le 1er juillet 1974. Le site web est supporté par Russian Foundation for Basic Research (RFBR).

## Description
L'accès au site se fait via trois points d'entrée : une rubrique consacrée à la recherche de Taxons, une rubrique consacrée aux publications, et des images de coupes fournies par la Commission Internationale de la Microflore du Paléozoïque (CIMP).

## Histoire
C'est l'une des bases de données palynologiques classiques du XXe siècle. Cette base de données bibliographiques, basée sur les recherches initiales de Gerhard O. W. Kremp, et compilée depuis 1974 par Palynodata Inc., sous la direction de Ken Piel, répertorie 122 422 espèces à partir de 22 152 documents. La dernière entrée est faite en 2006 et le droit d'auteur a été transféré au Canada en 2007.